# Danio pręgowany
Danio pręgowany (Danio rerio) – słodkowodna ryba z rodziny karpiowatych. Popularna w hodowlach akwariowych. Do D. rerio włączony jest także Danio frankei opisany pierwotnie jako Brachydanio frankei Meinken. W 1993 roku Axel Meyer z zespołem opublikował wyniki badań filogenetycznych, które wykazały minimalne różnice między badanymi okazami D. rerio i D. frankei, a w rezultacie pozwoliły na połączenie obu taksonów w D. rerio.

## Występowanie
Indie, Pakistan, Nepal.

## Opis
Smukła, charakterystyczna ryba, posiadająca wzdłuż grzbietu pięć równoległych niebieskich pasków. Dorasta do ok. 5 cm. W akwariach występują formy weloniaste o bardzo długich płetwach, jak i z normalnymi płetwami. Istnieją też: odmiana danio lamparci (dawniej jako odrębny gatunek D. frankei), o odmiennym rysunku i kolorach, a także różowa odmiana, która zamiast niebieskiego koloru na ciele ma kolor jasnoróżowy.
Dymorfizm płciowy: samce są smuklejsze, mają także dłuższe i bardziej weloniaste płetwy, pola pomiędzy niebieskimi pręgami złote. Samice mają zaokrąglone brzuszki, pola pomiędzy niebieskimi pręgami srebrne.

## Badania
Danio pręgowany służy jako organizm modelowy w badaniach nad rozwojem kręgowców dzięki łatwemu rozmnażaniu i szybkiemu cyklowi życiowemu (stadium od jaja do larwy osiąga w okresie poniżej trzech dni, a dojrzałość płciową w ciągu trzech miesięcy). Dodatkowo ciało na wczesnych etapach rozwoju jest przejrzyste, co pozwala na obserwację narządów wewnętrznych u żywych osobników. Również w badaniach genetycznych ryba ta znajduje szerokie zastosowanie i uzupełniła inne zwierzęta laboratoryjne (szczury i myszy) w wielu projektach badawczych.
Badania nad danio prowadzi m.in. Christiane Nüsslein-Volhard, laureatka Nagrody Nobla z 1995. Dzięki olbrzymiej hodowli (7000 akwariów) i wywoływaniu przypadkowych mutacji Nüsslein-Volhard opisała ponad 1200 mutacji.
Z powodu zainteresowania badaczy danio należy do pierwszych kręgowców ze zsekwencjonowanym genomem.
Dzięki badaniom tego gatunku odkryto później np. rolę genu SLC24A5 u człowieka (kolor skóry).
W wyniku inżynierii genetycznej otrzymano GloFish, rybę akwariową produkującą fluoryzujące białka pochodzące z różnych organizmów morskich.
Hodowla: ryba stadna, wskazane trzymanie razem większej liczby sztuk. Lubi duży ruch wody oraz znaczne napowietrzanie. Wszystkożerna. Optymalna temperatura 20–24 °C (pH ok. 7). Danio jest rybą szybko pływającą, więc nie powinno się go trzymać z rybami majestatycznymi (np. gurami, skalar).
Rozmnażanie: ryba jajorodna. Podczas tarła należy odseparować grupę ryb (tarło stadne) najlepiej w stosunku: 3 samce na 1 samicę. Tarło odbywa się wczesnym rankiem przy pierwszych promieniach słońca. Ikra opada swobodnie na dno lub jest składana na liściach. Tarlaki zjadają zarówno ikrę, jak i narybek, należy więc po tarle odłowić rodziców z akwarium tarliskowego. Danio pręgowany uchodzi za łatwego do rozmnożenia. Podczas tarła woda powinna mieć temperaturę ok. 25–26 °C.